# Kaiyuan (Tieling)
Koordinaten: 42° 33′ N, 124° 2′ O
Die Stadt Kaiyuan (开原市,  Kāiyuán Shì) ist eine kreisfreie Stadt in der chinesischen Provinz Liaoning. Sie gehört zum Verwaltungsgebiet der bezirksfreien Stadt Tieling. Die Stadt hat eine Fläche von 2.814 Quadratkilometern und zählt 460.927 Einwohner (Stand: Zensus 2020). Regierungssitz ist das Straßenviertel Xincheng 新城街道.

## Administrative Gliederung
Auf Gemeindeebene setzt sich Kaiyuan aus drei Straßenvierteln, neun Großgemeinden und vier Gemeinden zusammen. 